# 长征四号丙运载火箭
长征四号丙运载火箭（简称：长四丙，缩写：CZ-4C，对外缩写：LM-4C）是上海航天技术研究院研究制造的一个航天火箭型号，於1999年3月启动研制，2006年4月27日首次發射，2007年4月命名为长征四号丙。这个型号的基础为长征四号乙运载火箭，而长四丙的第三级常规推进剂发动机采用了二次启动技术，大幅提高火箭的运载能力。与长征四号系列火箭的甲、乙型号相同，长四丙主要用于发射太阳同步轨道卫星。为了完成这种任务，长四丙发射900千米高度极轨的运载能力为2.65吨。
2013年7月20日7时，长征四号丙运载火箭通过“一箭三星”将“试验七号”、“创新三号”和“实践十五号”成功送入预定轨道。
2015年11月27日清晨5時許，太原衛星發射中心用長征四號丙運載火箭，成功發射遙感二十九號衛星。此衛星主要用於科學試驗、國土資源普查、農作物估產及防災減災等領域。

## 发射记录
| 1                    | 遥一     | 2006年4月27日 06时48分11秒      | 太原卫星发射中心7号工位  | 遥感卫星一号                                 | 太阳同步轨道 | 成功                    |
| 2                    | 遥三     | 2007年11月12日 6时48分14.843秒  | 太原卫星发射中心7号工位  | 遥感卫星三号                                 | 太阳同步轨道 | 成功                    |
| 3                    | 遥二     | 2008年5月27日 11时02分33.070秒  | 太原卫星发射中心7号工位  | 风云三号A                                    | 太阳同步轨道 | 成功                    |
| 4                    | 遥四     | 2009年12月15日 10时31分04.790秒 | 太原卫星发射中心9号工位  | 遥感卫星八号 希望一号                        | 太阳同步轨道 | 成功                    |
| 5                    | 遥五     | 2010年3月5日 12时55分05.227秒   | 酒泉卫星发射中心94号工位 | 遥感卫星九号A、B、C                          | 近地轨道     | 成功                    |
| 6                    | 遥六     | 2010年8月10日 06时49分05.551秒  | 太原卫星发射中心9号工位  | 遥感卫星十号                                 | 太阳同步轨道 | 成功                    |
| 7                    | 遥七     | 2010年11月5日 02时37分12.089秒  | 太原卫星发射中心9号工位  | 风云三号B                                    | 太阳同步轨道 | 成功                    |
| 8                    | 遥十     | 2012年5月29日 15时31分05.187秒  | 太原卫星发射中心9号工位  | 遥感卫星十五号                               | 太阳同步轨道 | 成功                    |
| 9                    | 遥九     | 2012年11月25日 12时06分04秒     | 酒泉卫星发射中心94号工位 | 遥感卫星十六号A、B、C                        | 近地轨道     | 成功                    |
| 10                   | 遥十一   | 2013年7月20日 07时37分55.685秒  | 太原卫星发射中心9号工位  | 实践十五号 试验七号 创新三号                 | 太阳同步轨道 | 成功                    |
| 11                   | 遥十三   | 2013年9月2日 03时16分           | 酒泉卫星发射中心94号工位 | 遥感卫星十七号A、B、C                        | 近地轨道     | 成功                    |
| 12                   | 遥十二   | 2013年9月23日 11时07分17.055秒  | 太原卫星发射中心9号工位  | 风云三号C                                    | 太阳同步轨道 | 成功                    |
| 13                   | 遥十四   | 2013年11月20日 11时31分04.708秒 | 太原卫星发射中心9号工位  | 遥感卫星十九号                               | 太阳同步轨道 | 成功                    |
| 14                   | 遥十五   | 2014年8月9日 13时45分03.343秒   | 酒泉卫星发射中心94号工位 | 遥感卫星二十号A、B、C                        | 近地轨道     | 成功                    |
| 15                   | 遥十六   | 2014年10月20日 14时31分04.803秒 | 太原卫星发射中心9号工位  | 遥感卫星二十二号                             | 太阳同步轨道 | 成功                    |
| 16                   | 遥十七   | 2014年12月11日 03时33分03.880秒 | 酒泉卫星发射中心94号工位 | 遥感卫星二十五号A、B、C                      | 近地轨道     | 成功                    |
| 17                   | 遥十八   | 2015年8月27日 10时31分34.989秒  | 太原卫星发射中心9号工位  | 遥感卫星二十七号                             | 太阳同步轨道 | 成功                    |
| 18                   | 遥八     | 2015年11月27日 05时24分04.681秒 | 太原卫星发射中心9号工位  | 遥感卫星二十九号                             | 太阳同步轨道 | 成功                    |
| 19                   | 遥十九   | 2016年8月10日 06时55分25.077秒  | 太原卫星发射中心9号工位  | 高分三号                                     | 太阳同步轨道 | 成功                    |
| 20                   | 遥二十二 | 2016年9月1日 02时55分           | 太原卫星发射中心9号工位  | 高分十号                                     | 太阳同步轨道 | 失败                    |
| 21                   | 遥二十一 | 2017年11月15日 02时35分         | 太原卫星发射中心9号工位  | 风云三号D 和德一号                           | 太阳同步轨道 | 成功                    |
| 22                   | 遥二十六 | 2018年3月31日 11时22分          | 太原卫星发射中心9号工位  | 高分一号02星 高分一号03星 高分一号04星       | 太阳同步轨道 | 成功                    |
| 23                   | 遥二十五 | 2018年4月10日 12时25分          | 酒泉卫星发射中心94号工位 | 遥感卫星三十一号01组A、B、C 微纳技术试验卫星 | 近地轨道     | 成功                    |
| 24                   | 遥二十   | 2018年5月9日 02时28分           | 太原卫星发射中心9号工位  | 高分五号                                     | 太阳同步轨道 | 成功                    |
| 25                   | 遥二十七 | 2018年5月21日 05时28分          | 西昌卫星发射中心3号工位  | 鹊桥号中继卫星 龙江一号 龙江二号             | 地月转移轨道 | 成功                    |
| 26                   | 遥二十三 | 2019年5月23日 06时49分          | 太原卫星发射中心9号工位  | 遥感卫星三十三号                             | 太阳同步轨道 | 失败 三级发动机焊缝缺陷 |
| 27                   | 遥三十三 | 2019年10月5日 02时51分          | 太原卫星发射中心9号工位  | 高分十号                                     | 太阳同步轨道 | 成功                    |
| 28                   | 遥二十四 | 2019年11月28日 07时52分         | 太原卫星发射中心9号工位  | 高分十二号                                   | 太阳同步轨道 | 成功                    |
| 29                   | 遥三十五 | 2020年12月27日 23时44分         | 酒泉卫星发射中心94号工位 | 遥感卫星三十三号 微纳技术试验卫星            | 太阳同步轨道 | 成功                    |
| 30                   | 遥三十一 | 2021年1月29日 12时47分          | 酒泉卫星发射中心94号工位 | 遥感卫星三十一号02组A、B、C                  | 近地轨道     | 成功                    |
| 31                   | 遥三十二 | 2021年2月24日 10时22分          | 酒泉卫星发射中心94号工位 | 遥感卫星三十一号03组A、B、C                  | 近地轨道     | 成功                    |
| 32                   | 遥四十二 | 2021年3月13日 10时19分          | 酒泉卫星发射中心94号工位 | 遥感卫星三十一号04组A、B、C                  | 近地轨道     | 成功                    |
| 33                   | 遥三十六 | 2021年3月31日 06时45分          | 酒泉卫星发射中心94号工位 | 高分十二号02星                               | 太阳同步轨道 | 成功                    |
| 34                   | 遥三十四 | 2021年4月30日 15时27分          | 酒泉卫星发射中心94号工位 | 遥感卫星三十四号                             | 近地轨道     | 成功                    |
| 35                   | 遥四十三 | 2021年7月5日 7时28分            | 酒泉卫星发射中心94号工位 | 风云三号05星                                 | 太阳同步轨道 | 成功                    |
| 36                   | 遥四十   | 2021年9月7日 11时01分           | 太原卫星发射中心9号工位  | 高分五号02星 （高光谱观测卫星）              | 太阳同步轨道 | 成功                    |
| 37                   | 遥三十七 | 2021年11月23日 7时45分          | 酒泉卫星发射中心94号工位 | 高分三号02星                                 | 太阳同步轨道 | 成功                    |
| 38                   | 遥三十九 | 2021年12月26日 11时11分         | 太原卫星发射中心9号工位  | 资源一号02E卫星 一零一中学科普小卫星         | 太阳同步轨道 | 成功                    |
| 39                   | 遥二十九 | 2022年1月26日 7时44分           | 酒泉卫星发射中心94号工位 | 陆地探测一号卫星01组A星                      | 太阳同步轨道 | 成功                    |
| 40                   | 遥三十   | 2022年2月27日 7时44分           | 酒泉卫星发射中心94号工位 | 陆地探测一号卫星01组B星                      | 太阳同步轨道 | 成功                    |
| 41                   | 遥四十七 | 2022年3月17日 15时09分          | 酒泉卫星发射中心94号工位 | 遥感三十四号02星                             | 近地轨道     | 成功                    |
| 42                   | 遥三十八 | 2022年4月7日 07时47分           | 酒泉卫星发射中心94号工位 | 高分三号03星                                 | 太阳同步轨道 | 成功                    |
| 43                   | 遥二十八 | 2022年4月16日 02时16分          | 太原卫星发射中心9号工位  | 大气环境监测卫星                             | 太阳同步轨道 | 成功                    |
| 44                   | 遥四十六 | 2022年6月27日 23时46分          | 酒泉卫星发射中心94号工位 | 高分十二号03星                               | 太阳同步轨道 | 成功                    |
| 45                   | 遥五十二 | 2022年9月3日 07时44分           | 酒泉卫星发射中心94号工位 | 遥感三十三号02星                             | 太阳同步轨道 | 成功                    |
| 46                   | 遥四十八 | 2022年11月15日 09时38分         | 酒泉卫星发射中心94号工位 | 遥感三十四号03星                             | 近地轨道     | 成功                    |
| 47                   | 遥五十七 | 2022年12月12日 16时22分         | 酒泉卫星发射中心94号工位 | 试验二十号A星 试验二十号B星                  | 近地轨道     | 成功                    |
| 48                   | 遥五十一 | 2023年3月10日 06时41分          | 太原卫星发射中心9号工位  | 天绘六号A星 天绘六号B星                      | 太阳同步轨道 | 成功                    |
| 49                   | 遥四十九 | 2023年3月31日 14时27分          | 酒泉卫星发射中心94号工位 | 遥感三十四号04星                             | 近地轨道     | 成功                    |
| 50                   | 遥四十四 | 2023年8月3日 11时47分           | 酒泉卫星发射中心94号工位 | 风云三号06星                                 | 太阳同步轨道 | 成功                    |
| 51                   | 遥五十六 | 2023年8月21日 01时45分          | 酒泉卫星发射中心94号工位 | 高分十二号04星                               | 太阳同步轨道 | 成功                    |
| 52                   | 遥五十三 | 2023年9月7日 02时14分           | 酒泉卫星发射中心94号工位 | 遥感三十三号03星                             | 太阳同步轨道 | 成功                    |
| 53                   | 遥五十四 | 2023年9月27日 04时15分          | 酒泉卫星发射中心94号工位 | 遥感三十三号04星                             | 太阳同步轨道 | 成功                    |
| 54                   | 遥五十   | 2024年5月12日 07时43分          | 酒泉卫星发射中心94号工位 | 试验二十三号卫星                             | 太阳同步轨道 | 成功                    |
| 55                   | 遥五十九 | 2024年10月16日 07时45分         | 酒泉卫星发射中心94号工位 | 高分十二号05星                               | 太阳同步轨道 | 成功                    |
| 56                   | 遥六十三 | 2025年7月3日 17时35分           | 西昌卫星发射中心3号工位  | 试验二十八号B星01星                          | 近地轨道     | 成功                    |
| 57                   | 遥六十四 | 2025年8月17日 16时55分          | 西昌卫星发射中心3号工位  | 试验二十八号B星02星                          | 近地轨道     | 成功                    |
| \| 成功率：98.25% \| |          |                                 |                          |                                              |              |                         |
| 成功率：98.25%       |          |                                 |                          |                                              |              |                         |

## 数据统计
- 成功
- 计划
- 部分失利
- 失利

## 注解
1. ↑  轨道高度700公里
2. ↑  发射时火箭序号为长征四号乙遥九，因三级发动机采用二次启动技术，于2007年4月命名为长征四号丙，火箭序号改为长征四号丙遥一。